# Lans-en-Vercors
Lans-en-Vercors is een gemeente in het Franse departement Isère (regio Auvergne-Rhône-Alpes). De plaats maakt deel uit van het arrondissement Grenoble. Lans-en-Vercors telde op 1 januari 2022 2.698 inwoners. 

## Geografie
De oppervlakte van Lans-en-Vercors bedroeg op 1 januari 2022 38,67 vierkante kilometer; de bevolkingsdichtheid was toen 69,8 inwoners per km².

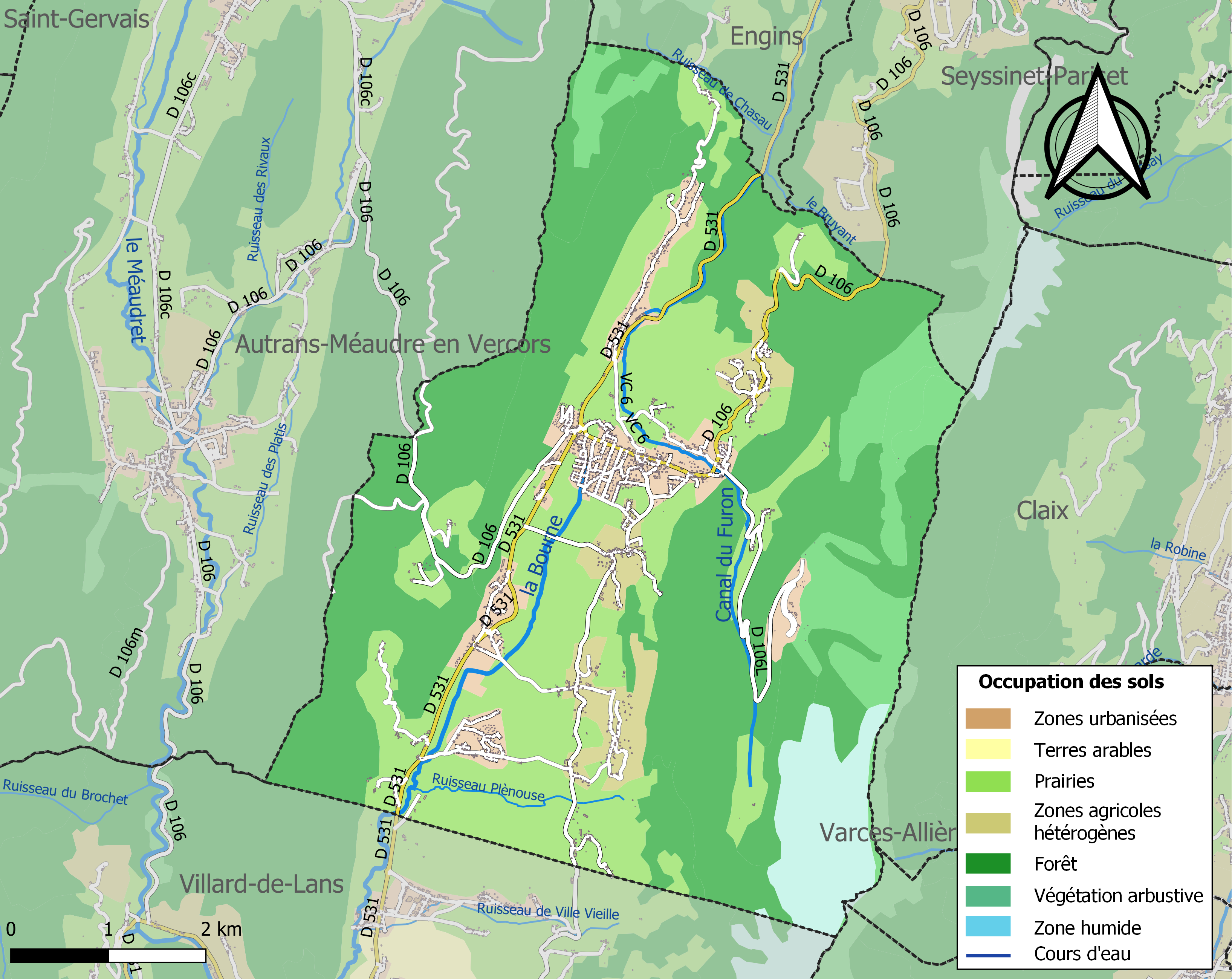
Kaart van de gemeente met de belangrijkste infrastructuur, bodemgebruik en omliggende gemeenten

## Demografie
Onderstaande figuur toont het verloop van het inwonertal (bron: INSEE-tellingen).

## Sport
Lans-en-Vercors was één keer etappeplaats in wielerkoers Ronde van Frankrijk. In 1985 won de Colombiaan Fabio Parra er een rit.